# Thangka

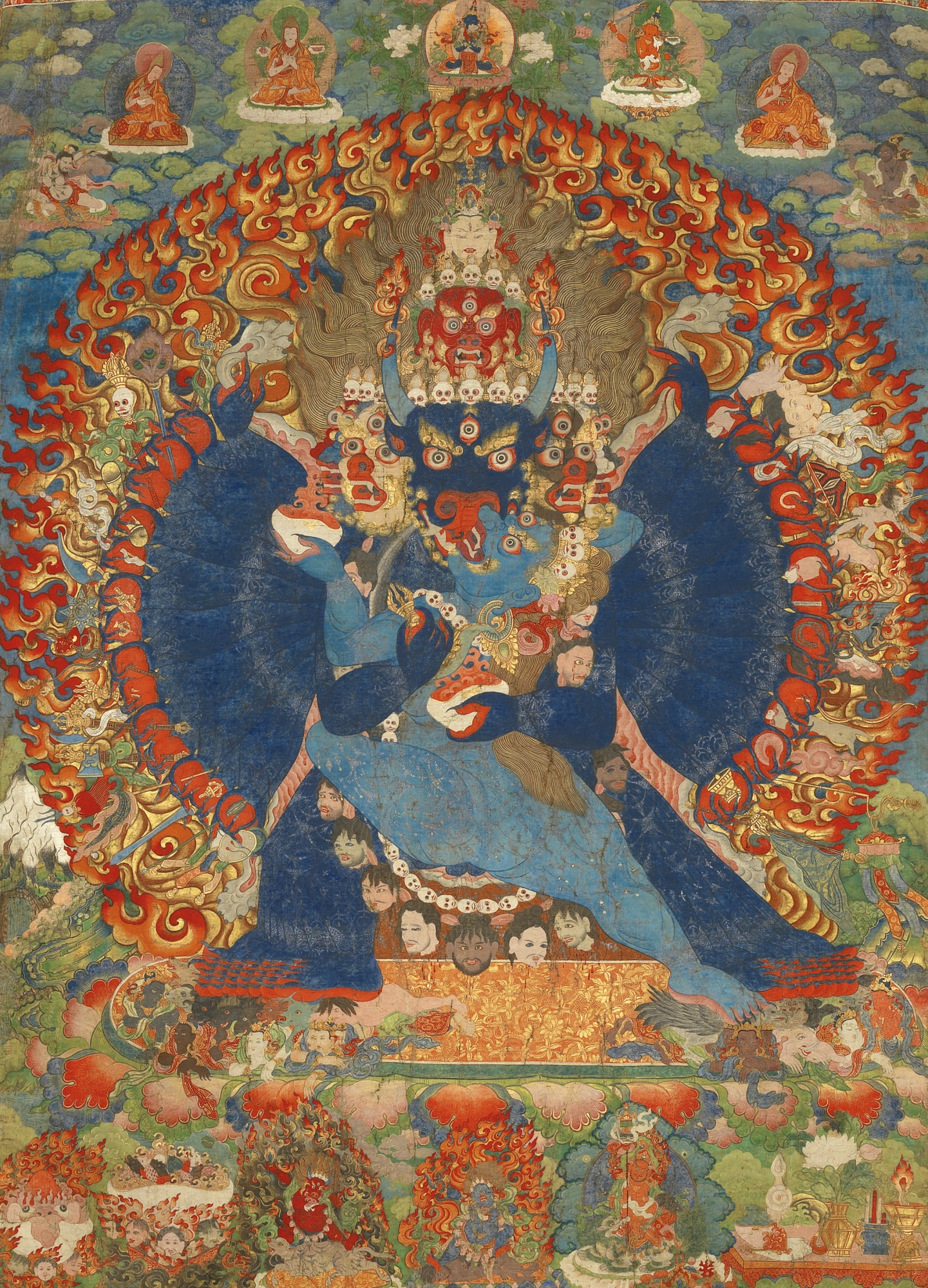
Thangka som avbildar Vajrabhairava, ca. 1740, Sotheby's.

Thangka, även stavat tangka, thanka eller tanka (Nepali-uttal: [ˈथान्का]; tibetanska: ཐང་ ཀ་; Nepal Bhasa: पौभा), är en tibetansk buddhistmålning på bomull eller en textilapplikation, ofta av silke, som vanligtvis visar en buddhistisk gudom, en buddhistisk scen eller en mandala. Thangkas hålls traditionellt inte inramade och rullas ihop när de inte visas. Ordet "thangka" betyder "sak som man rullar upp" på tibetanska. De är ofta monterade på en textilbaksida på samma sätt som kinesiska rullmålningar och har ett skyddande förhänge i silke över framsidan. Förvaras de på detta sätt kan de bevaras länge men de måste skyddas från fukt. Inte minst silke är känsligt för fukt. De flesta thangkas är relativt små, 20-50 cm, men vissa är mycket stora. De kan vara flera meter i såväl längd som bredd. Dessa visas vanligtvis under mycket korta perioder upphängda på en klostervägg i anslutning till religiösa festivaler och högtider. De flesta thangkas har dock varit avsedda för personlig meditation eller som en instruktion till klosterstudenter. De har ofta utarbetade kompositioner med många mycket små figurer. En central gudom är ofta omgiven av andra figurer i en symmetrisk komposition. Flera scener i en sammanhängande berättelse är mindre vanliga, men förekommer.
Thangkas utgör viktiga undervisningsverktyg och visar episoder ur Buddhas liv, olika inflytelserika lamas, gudar och bodhisattvas. Ett ämne är Livets hjul (Bhavachakra), som är en visuell representation av Abhidharmalärorna. Termen kan ibland användas om verk som inte är textilmålningar, t.ex. reliefer i metall- och träsnitt. I senare tid har man även producerat tryckta reproduktioner, både för andligt bruk och dekorativa ändamål. Många thangkas producerades i uppsättningar, även om de ofta sedan har separerats.

## Historia

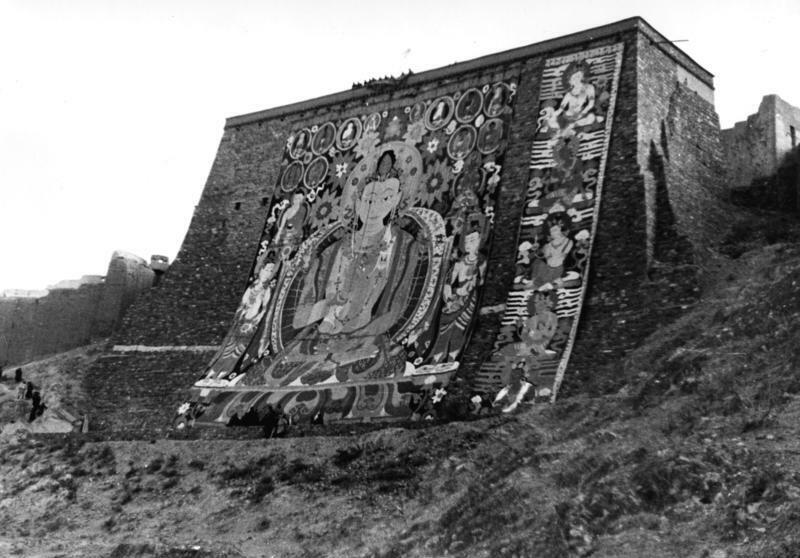
Stor thangka på mur vid Gyantse, Tibet, 1938.

Den tibetanska buddhistiska målningen utvecklades från flera väl utbredda traditioner av tidiga buddhistiska målningar. Dessa tidiga traditioner har endast överlevt på några få platser som Ajantagrottorna i Indien och Mogaogrottorna vid Dunhuang längs Sidenvägen. Här finns mycket omfattande väggmålningar vilka kan sägas vara förlagorna för det som nu är de tidigaste överlevande tibetanska målningarna på tyg. Traditionen med thangkas utvecklades parallellt med traditionen för tibetanska buddhistiska väggmålningar, som återfinns i kloster.

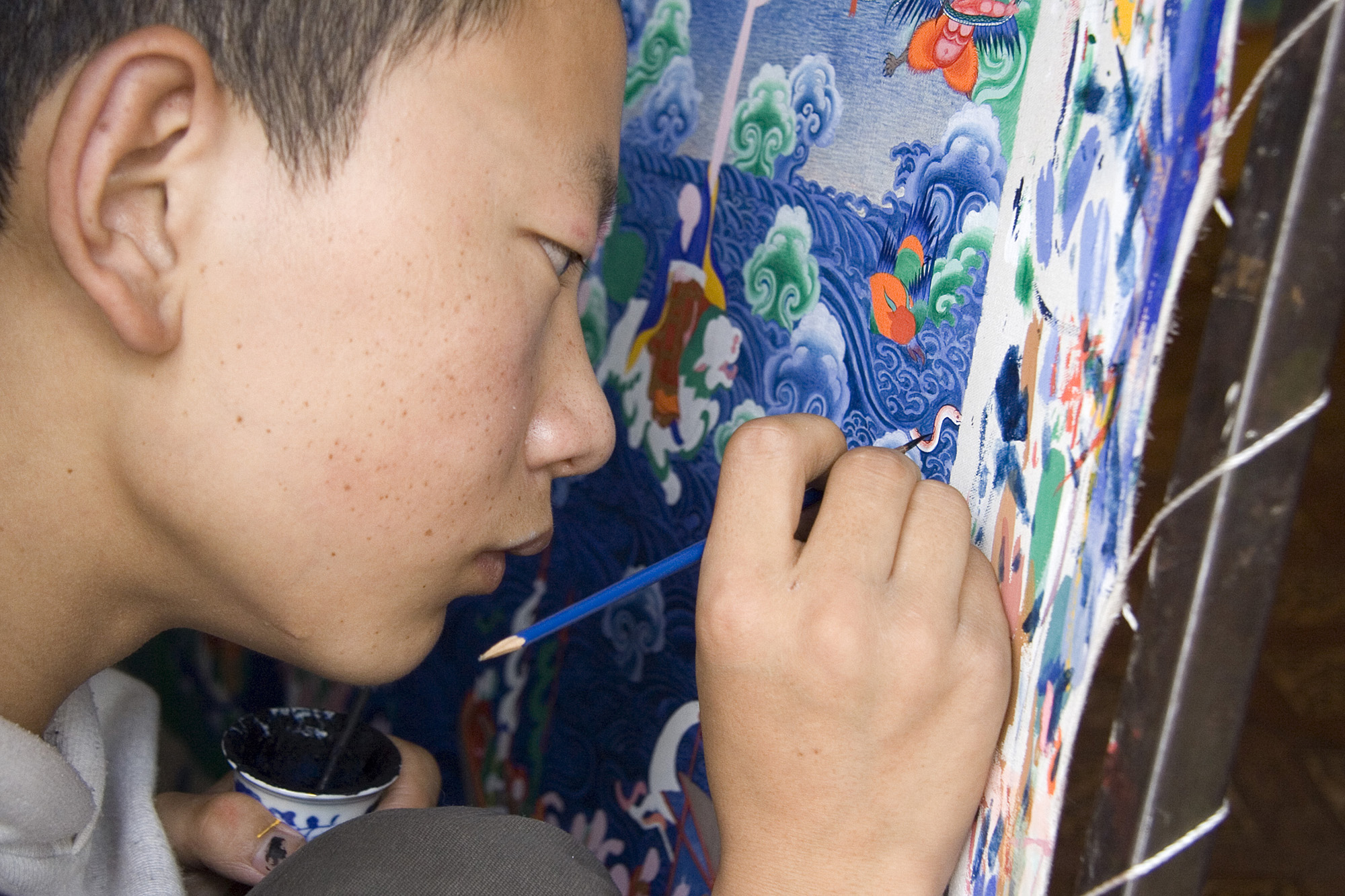
Här målas en thangka i Lhasa, Tibet 2006.

Målningarnas tidiga historia spåras lättare genom dessa väggmålningar, som har överlevt i större antal än de bärbara målningarna som säkert en gång funnits. De flesta thangkas beställdes av individer, som tros förvärva meriter genom att göra det. De kan sedan ges till ett kloster eller en annan person eller behållas för användning av beställaren. En del thangkas har inskriptioner på baksidan vilka förklarar att de var en personlig meditationsbild (thugs dam) för en speciell munk men de är sällan signerade av en upphovsman. Men vissa konstnärer är trots allt kända men i första hand för att de var kända klosterledare. De flesta konstnärerna var förmodligen munkar, även om andra konstnärer också verkar ha existerat vilket även gäller skulpturerna i metall. Kommissionären, eller beställaren, tillhandahöll materialen, som ofta var värdefulla, och enligt tradition betraktades ersättningen till konstnären som en "gåva" snarare än en avgift.
De äldsta kända tibetanska målningar på tyg kommer från Mogaogrottorna. I "biblioteksgrottan" fanns ett antal manuskript, målningar, tryck, textilier och andra föremål som förseglades på 1100-talet. Många av målningarna har tibetanska inskrifter eller är gjorda i en tibetansk stil. Även om de är svåra att datera, tror man att dessa målningar, liksom manuskripten, huvudsakligen kommer från perioden 781–848 när området styrdes av Tibet.
Det finns exempel på thangkas som säkert är från Tibet och som kan dateras till 1000-talet, när buddhismen fick ett stort genomslag i området. [9] Sådana tidiga exempel har vanligtvis kompositioner som redan då är komplexa, men dock inte på samma nivå som senare exemplar. Under de följande århundradena fortsatte tibetanskt måleri, både på väggar och i thangkas, att utvecklas i sin distinkta stil och balanserade mellan influenser från indo-nepalesiskt och kinesiskt måleri, trots att buddhismen i allmänhet minskade i båda dessa regioner. Stilar kan variera avsevärt mellan de olika regionerna i Tibet och den större regionen där thangkas målades. Inom Tibet påverkades regionerna närmare Nepal och Kina ofta mer av dessa stilar. Bhutanesiska thangkas påverkades främst av centrala Tibet. De olika klosterordnarna utvecklade också något olika stilistiska karaktärer.

## Olika typer av thangkas
Baserat på teknik och material kan thangkas typoligiseras. I allmänhet är de indelade i två breda kategorier: de som är målade (tibetanska) Bris-tan - och de som är gjorda av siden, antingen genom applikationer eller broderier.
Thangkas delas vidare in i dessa mer specifika kategorier:
- Tson-tang (tibetanska) - målad i färger, den vanligaste typen
- Go-tang (tibetanska) - applkation
- Nagtang (tibetanska) - svart bakgrund, vilket betyder guldlinje på svart bakgrund
- Blocktryck - pappers- eller tygskissade ritningar genom träsnitt / träblocktryck
- Tsem-thang (tibetanska) - broderi
- Guldbakgrund - en teknik som används omdömesfullt för fredliga gudar med lång livslängd och fullt upplysta buddhor
- Mar-tang (tibetanska) - röd bakgrund - bokstavligen guldlinje, men med hänvisning till guldlinje på en vermillion

## Galleri

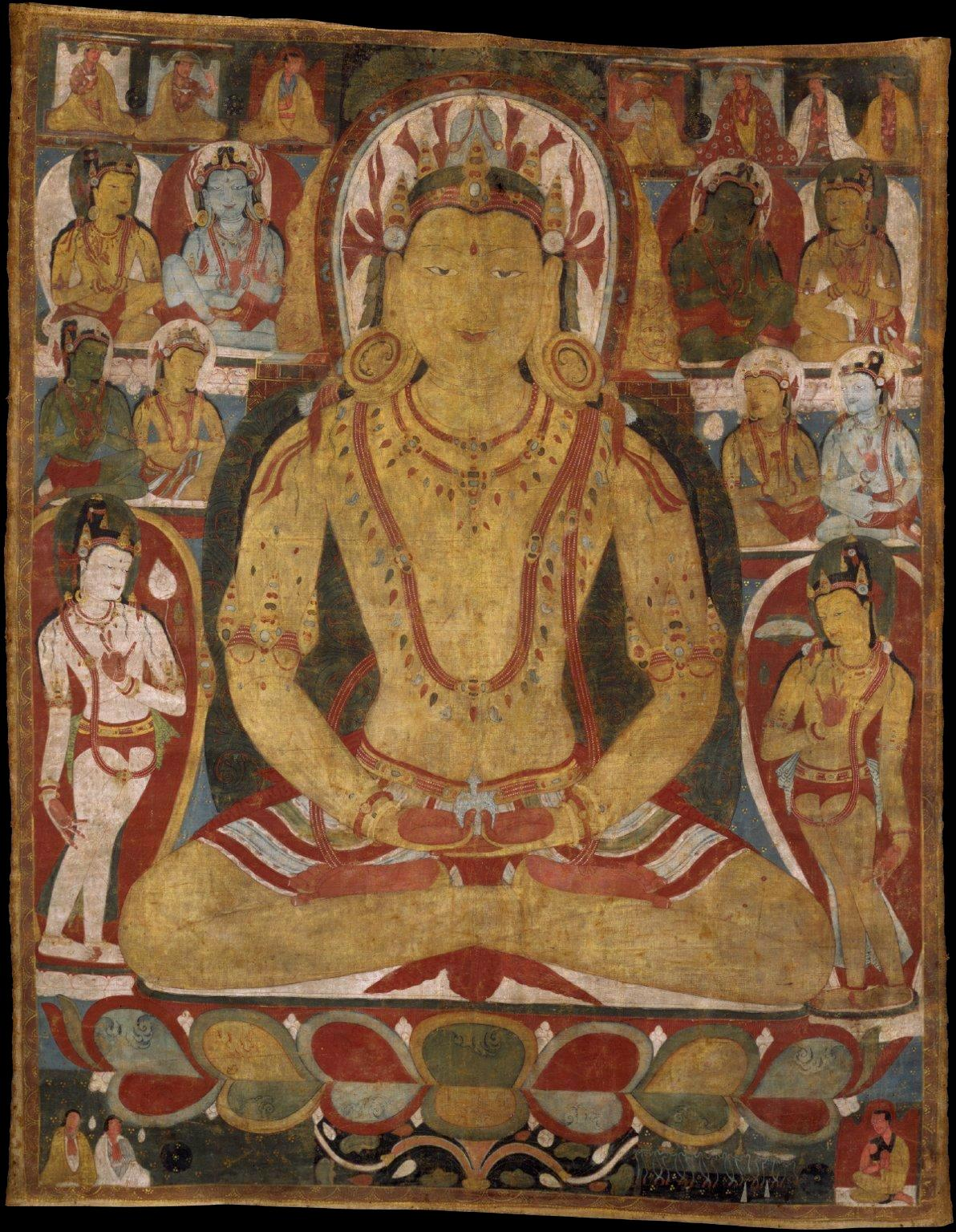
1000 eller 11000-tals thangka föreställande Amitayus Buddha.
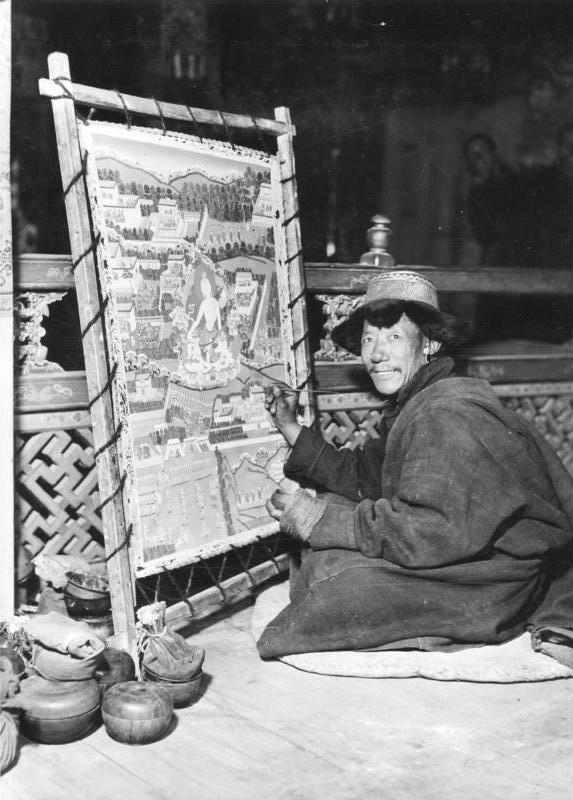
Munk som målar en thangka vid Potala, Lhasa 1938.
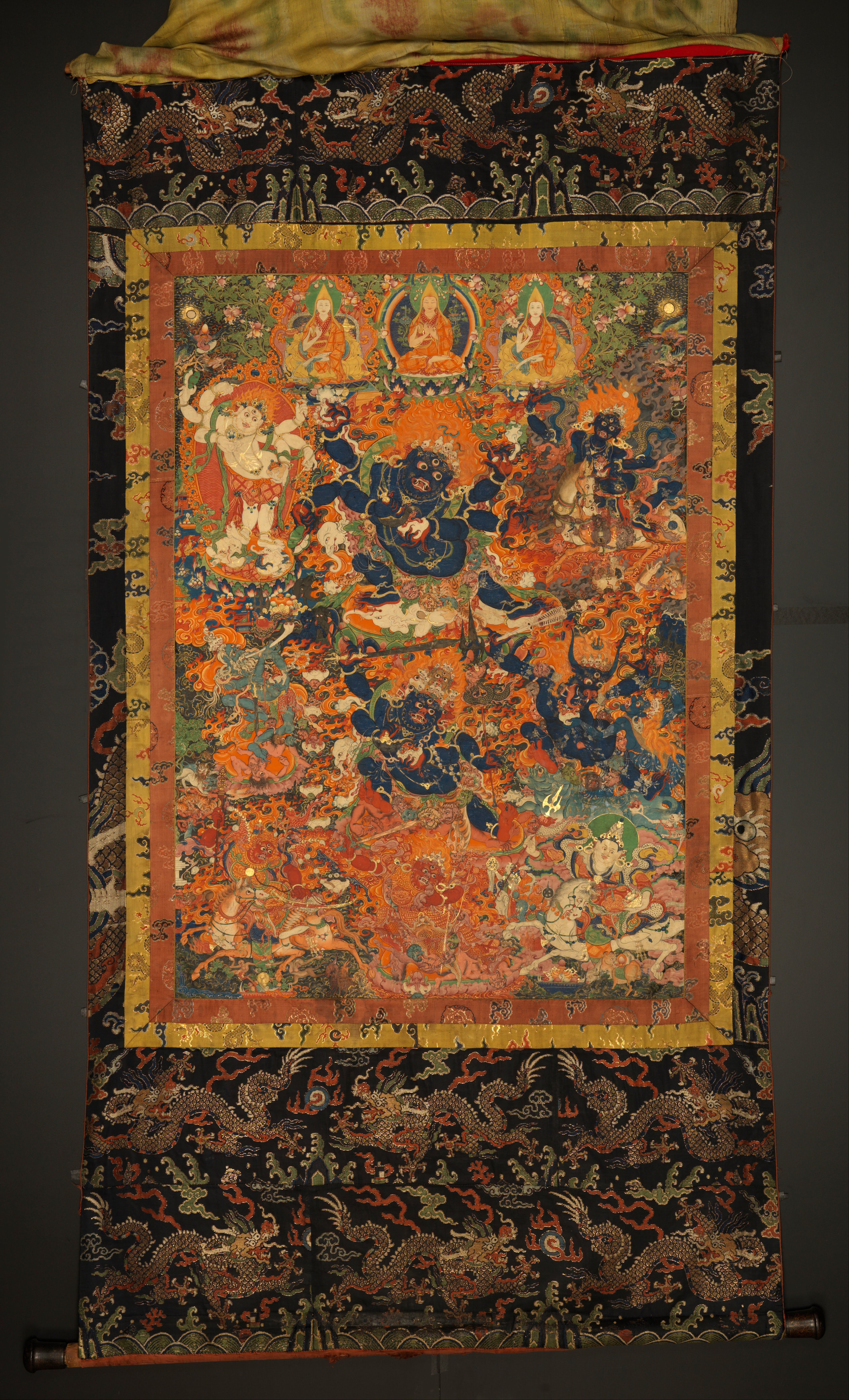
Thangka med bakstycke och skydd. Rubin Museum of Art, New York.
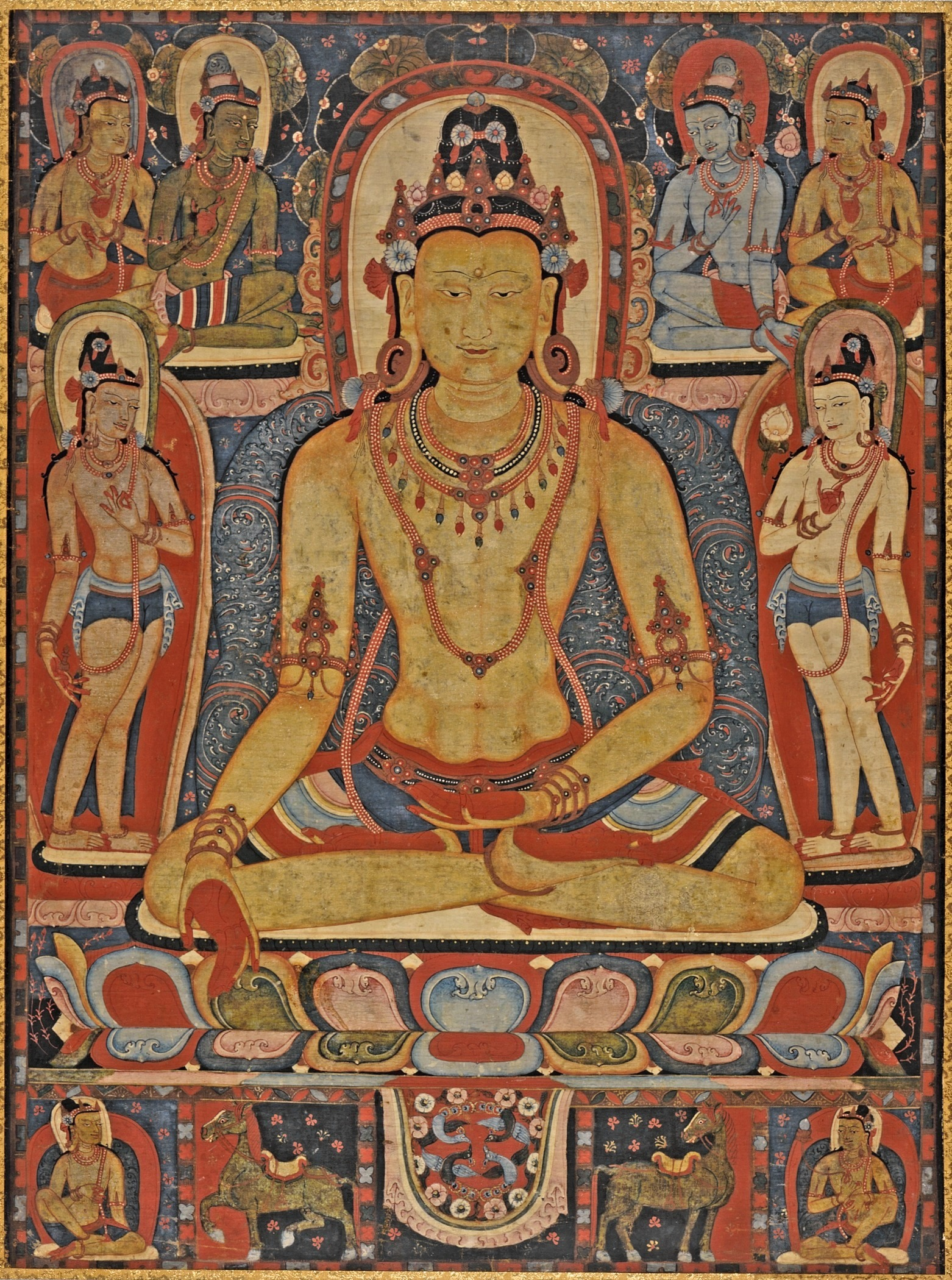
Jina Buddha Ratnasambhava, centrala Tibet, Kadampa kloster, 1150–1225.
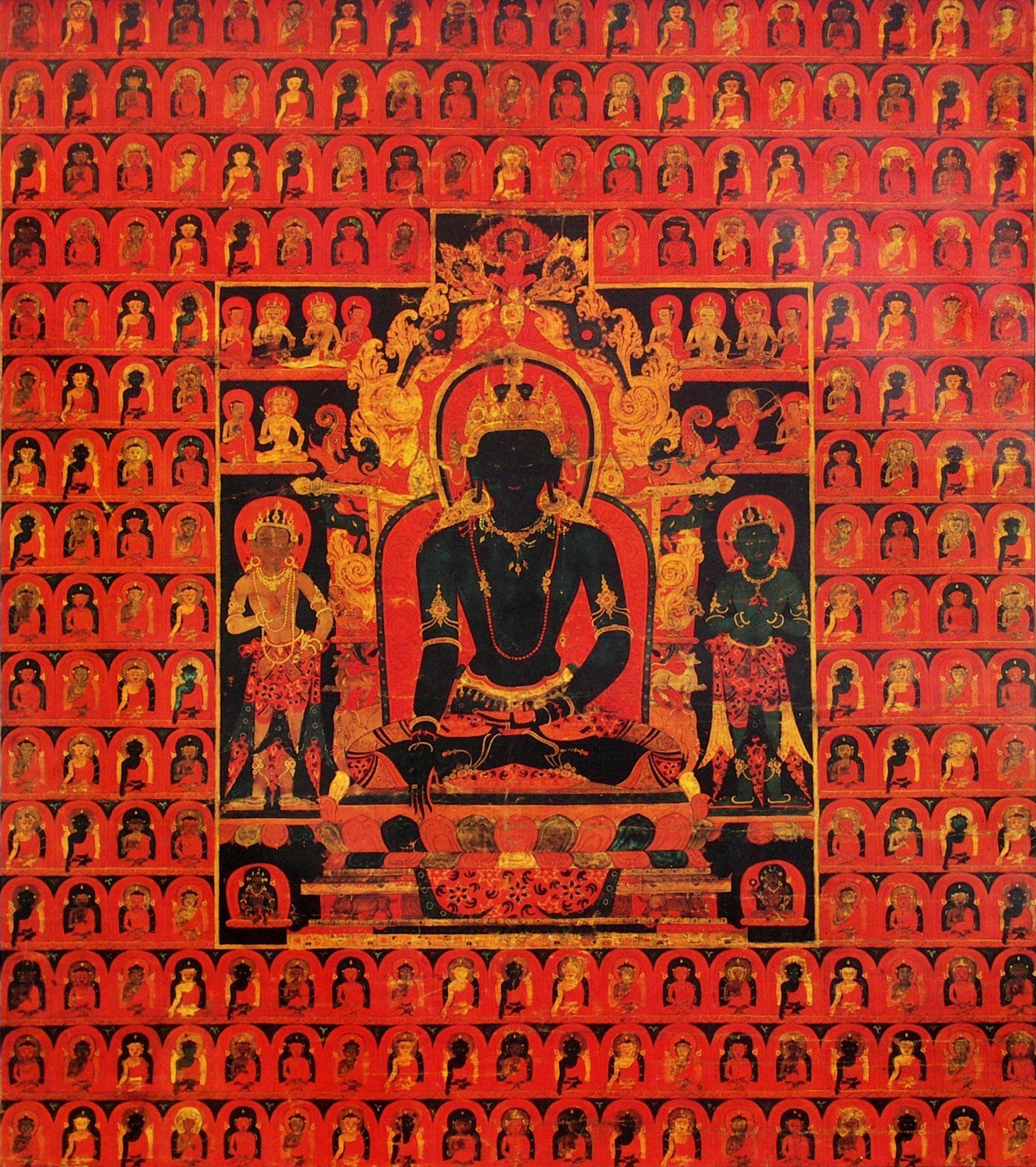
'The Dhyani Buddha Akshobhya', Tibetan thangka, sent 1200-tal, Honolulu Museum of Art.  Bakgrunden består av Five Dhyani Buddhas.
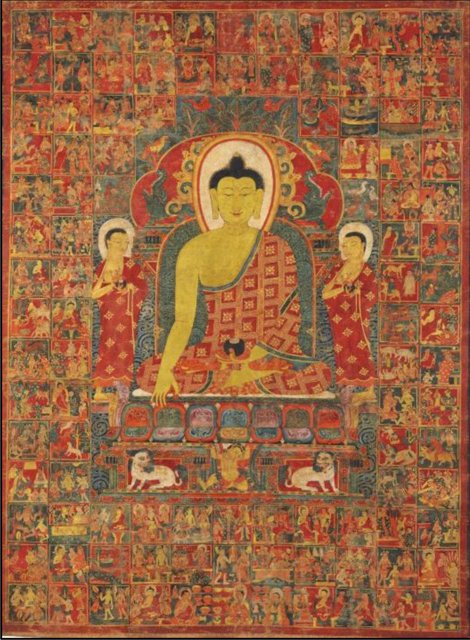
Buddhathangka med hundra Jatakasagor, Tibet, 1200- eller 1300-tal.
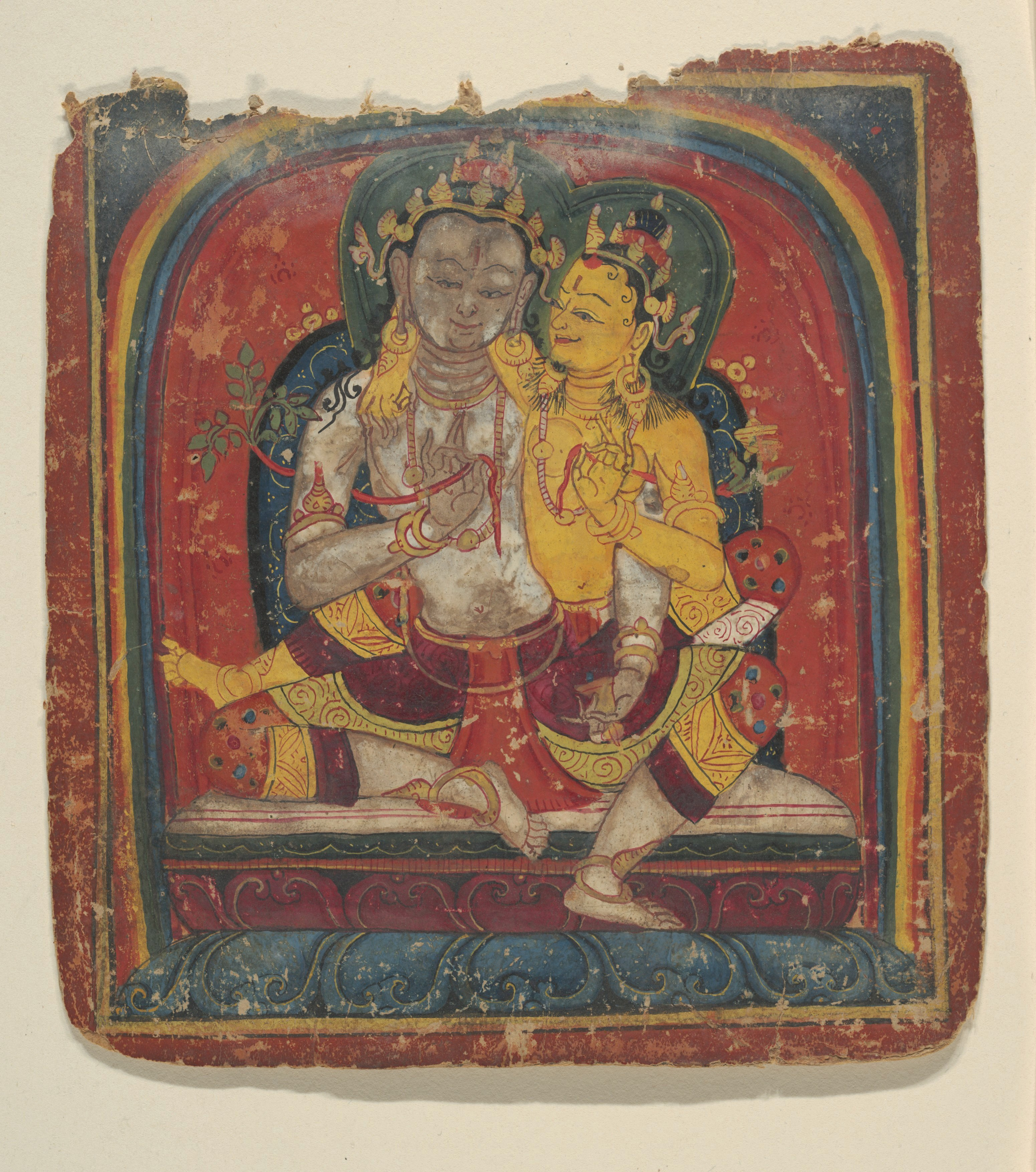
Small tsakli, 13-14th century
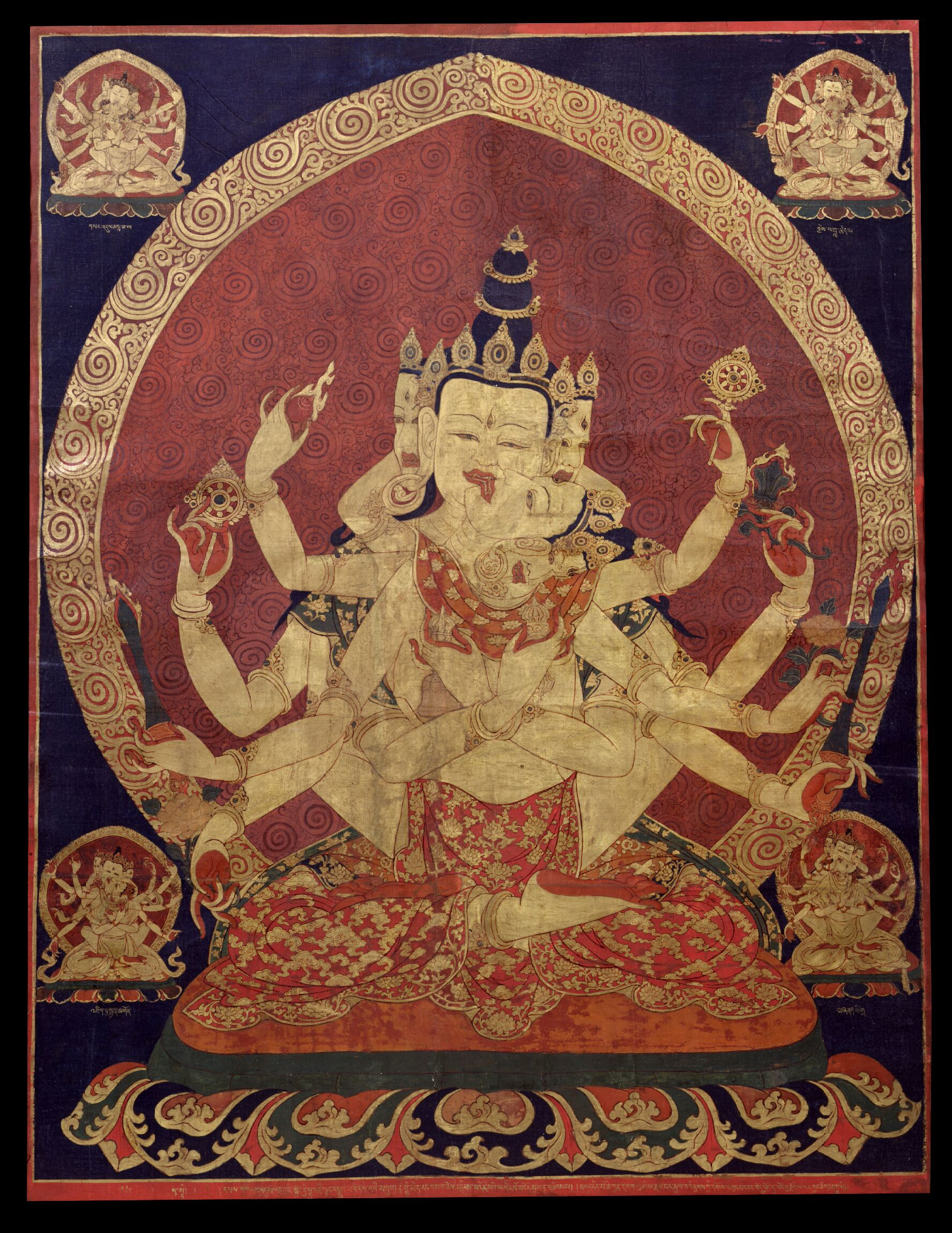
17th-century Central Tibetan thanka of Guhyasamaja Akshobhyavajra, Rubin Museum of Art
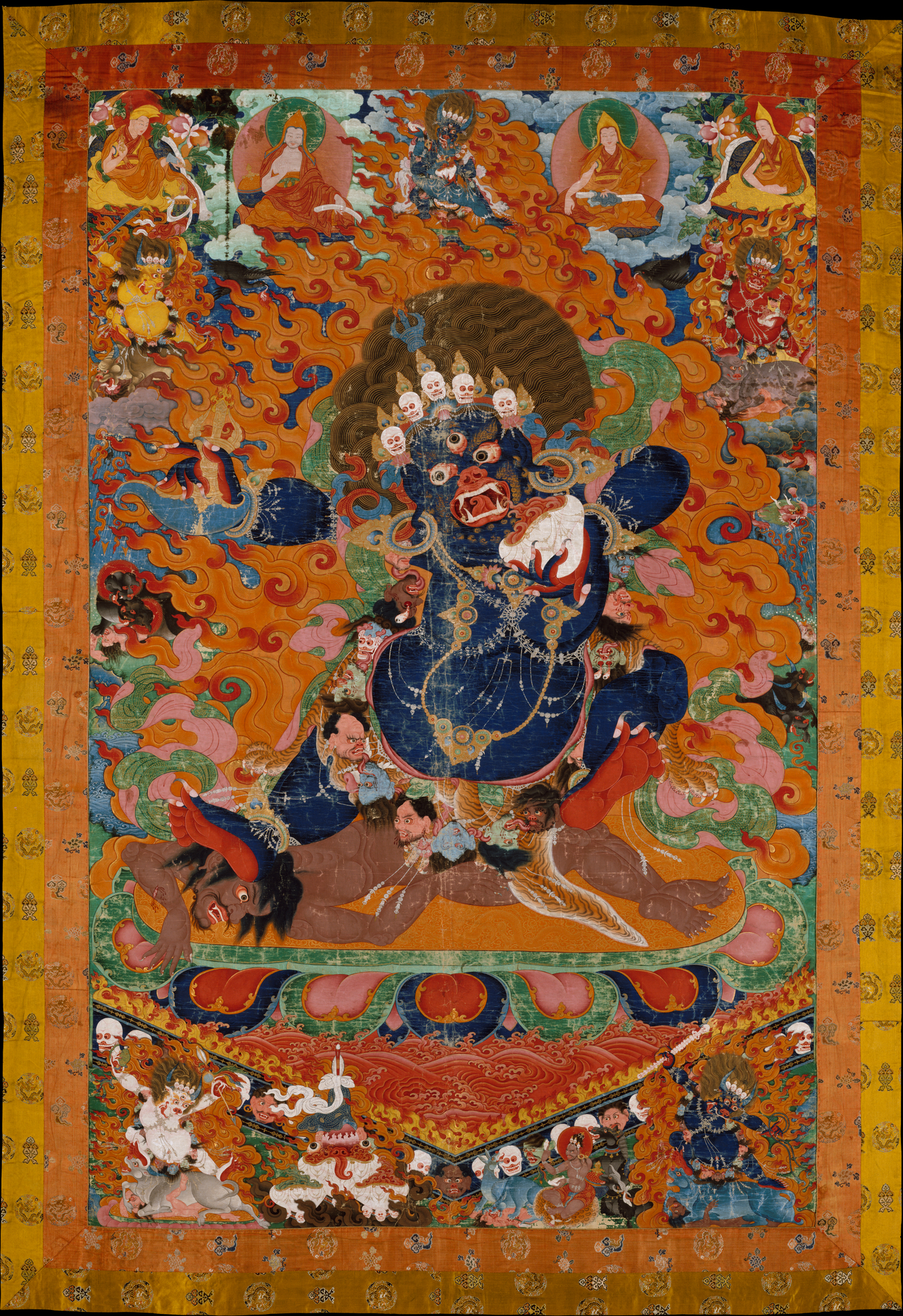
Yama, Tibet, 17th- or early 18th-century. Over six feet high, this was originally one of a set of protective deities.
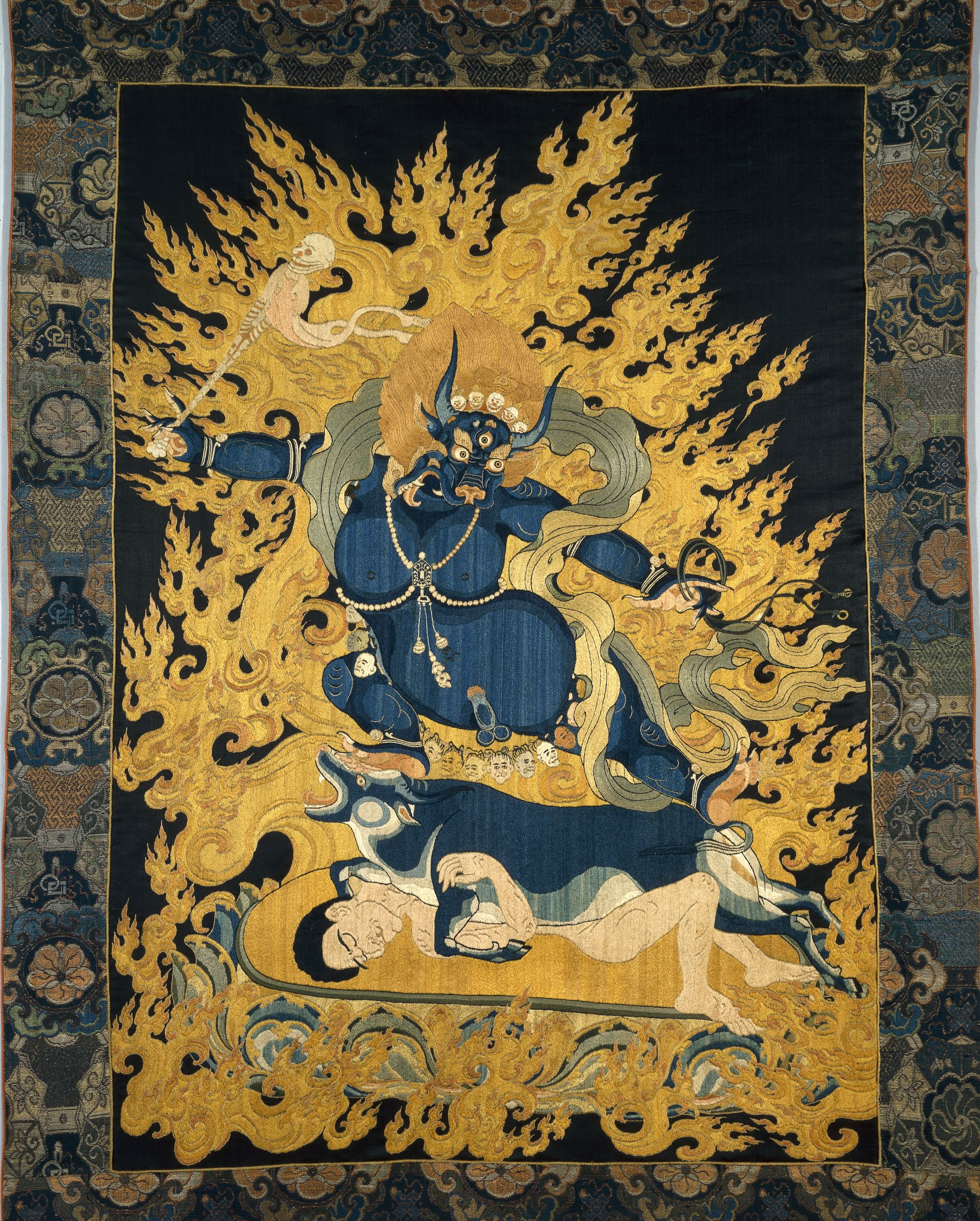
Yama Dharmapala, Tibeto-Chinese, silk embroidery, 18th century
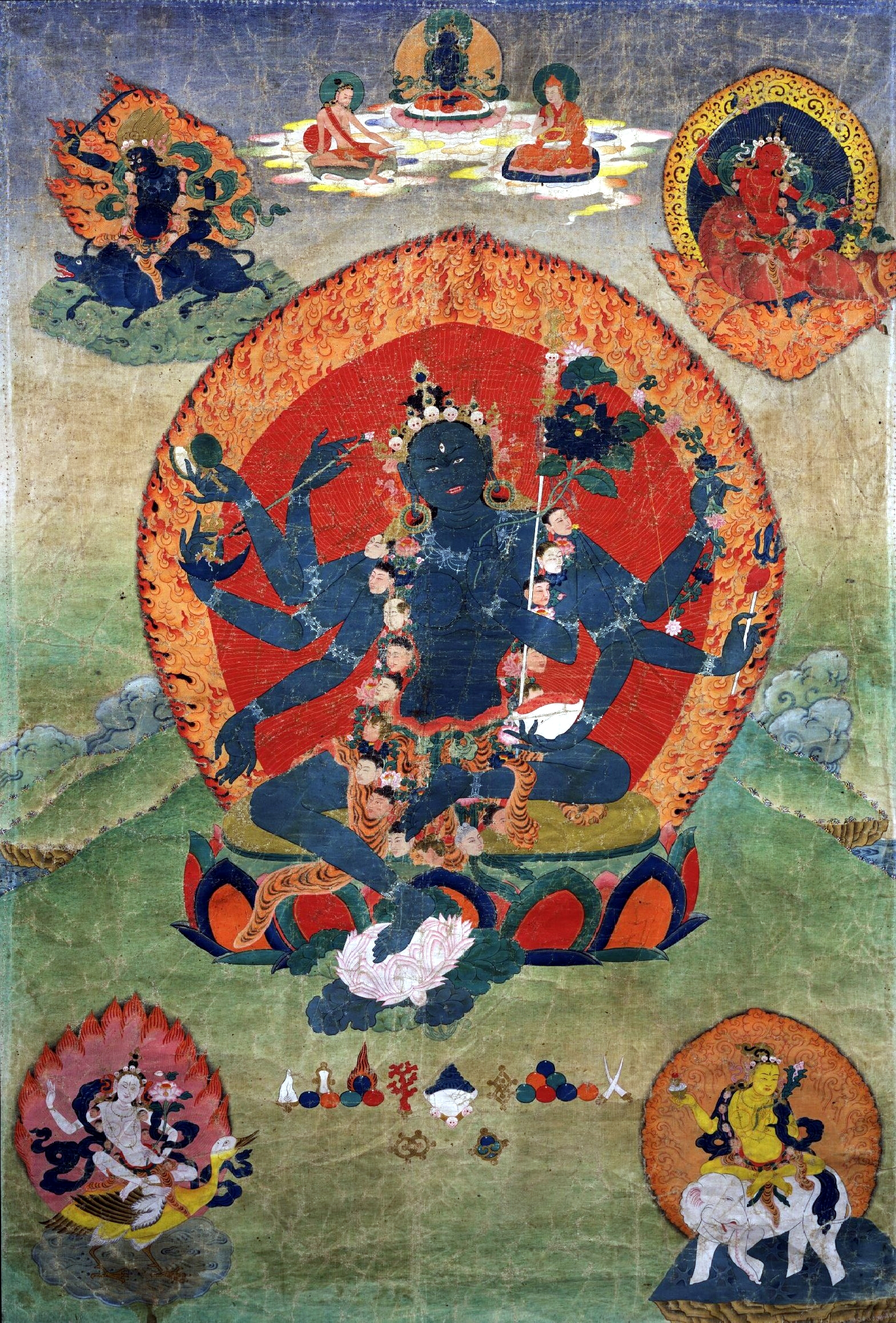
18th-century Eastern Tibetan thanka, with the Green Tara (Samaya Tara Yogini) in the center and the Blue, Red, White and Yellow taras in the corners, Rubin Museum of Art
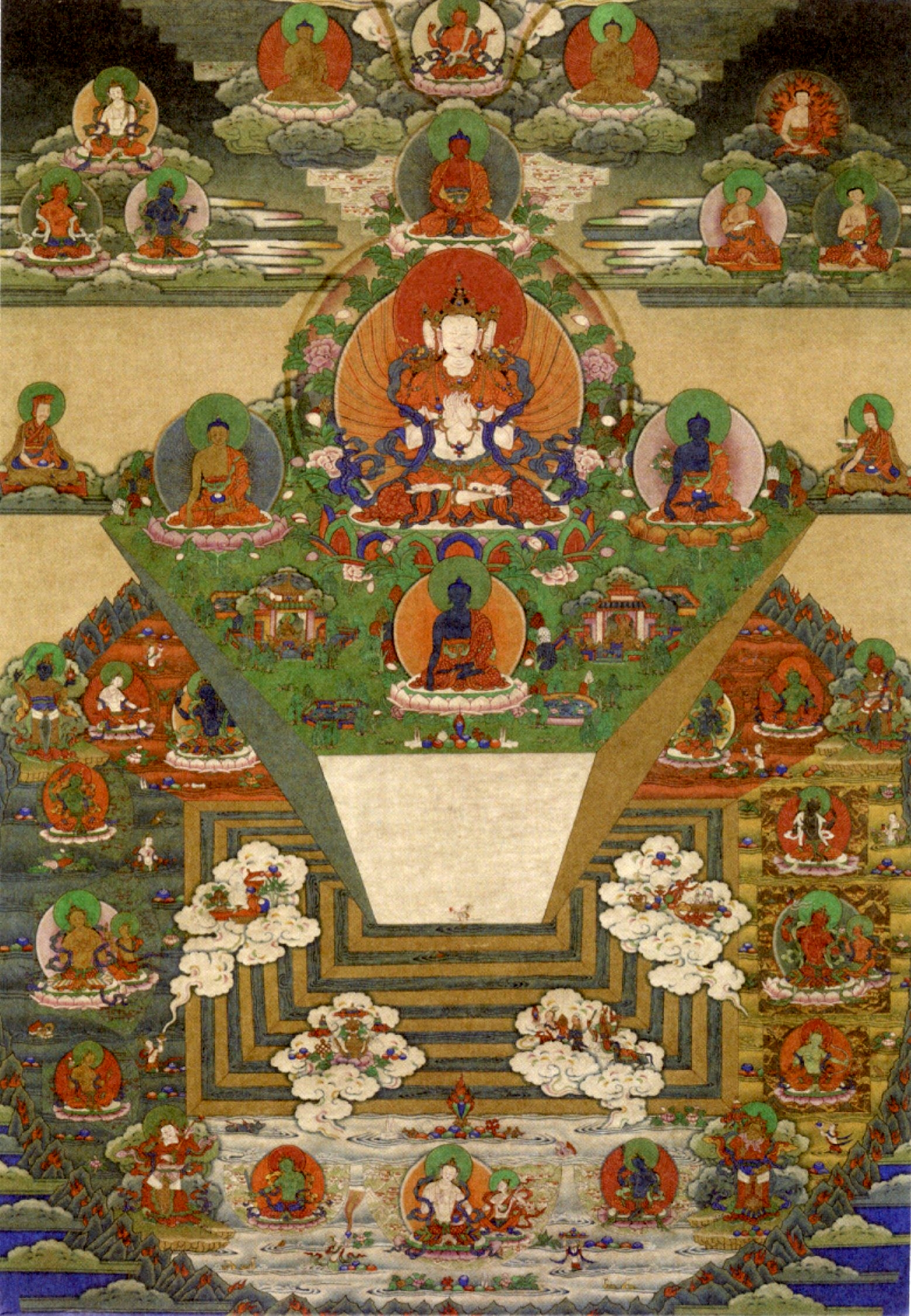
Bhutanese thangka of Mt. Meru and the Buddhist Universe, 19th century, Trongsa Dzong, Trongsa, Bhutan
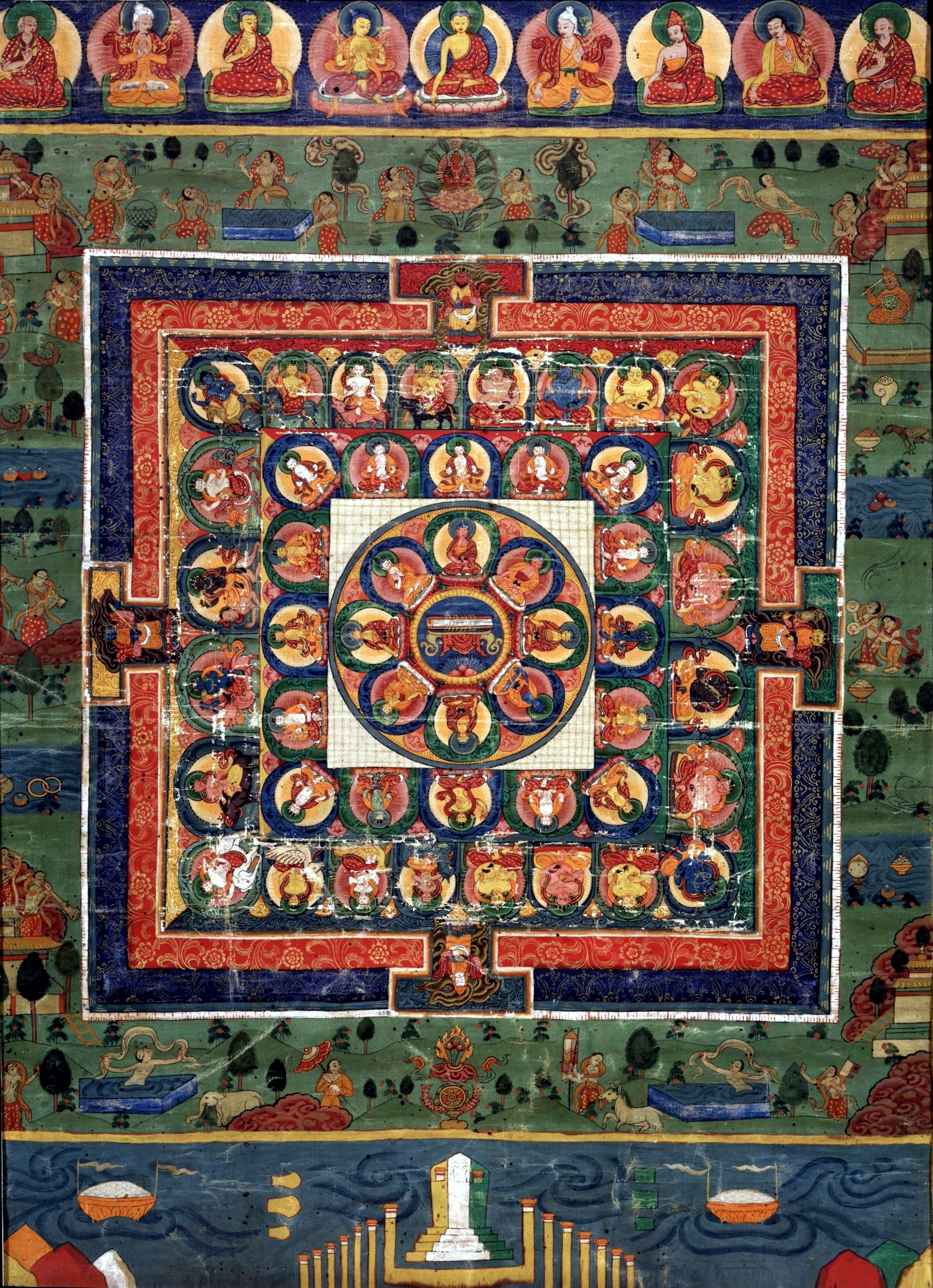
Painted Bhutanese Medicine Buddha mandala with the goddess Prajnaparamita in center, 19th century, Rubin Museum of Art
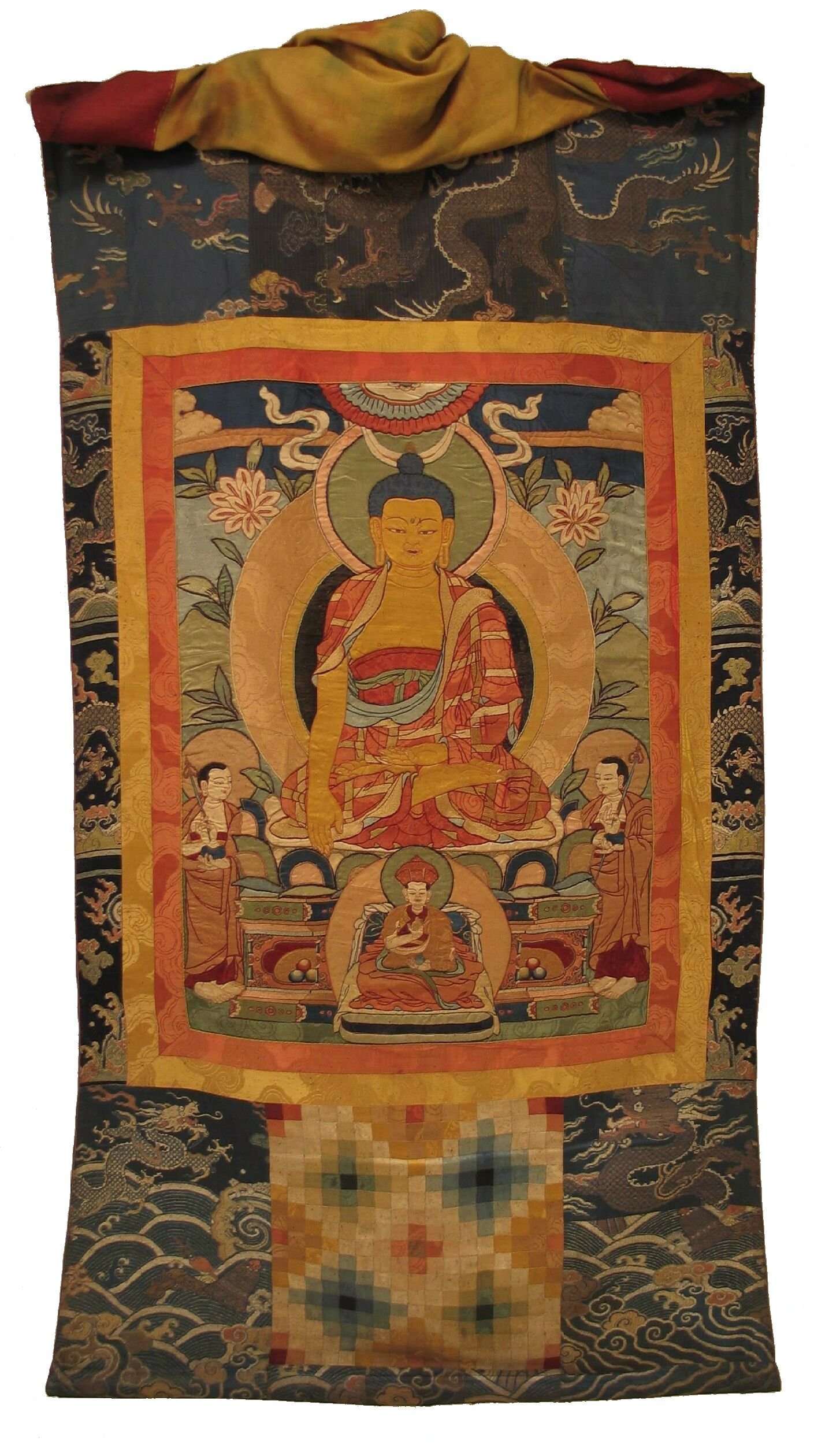
Bhutanese Drukpa Kagyu applique Buddhist lineage thangka with Shakyamuni Buddha in center, 19th century, Rubin Museum of Art
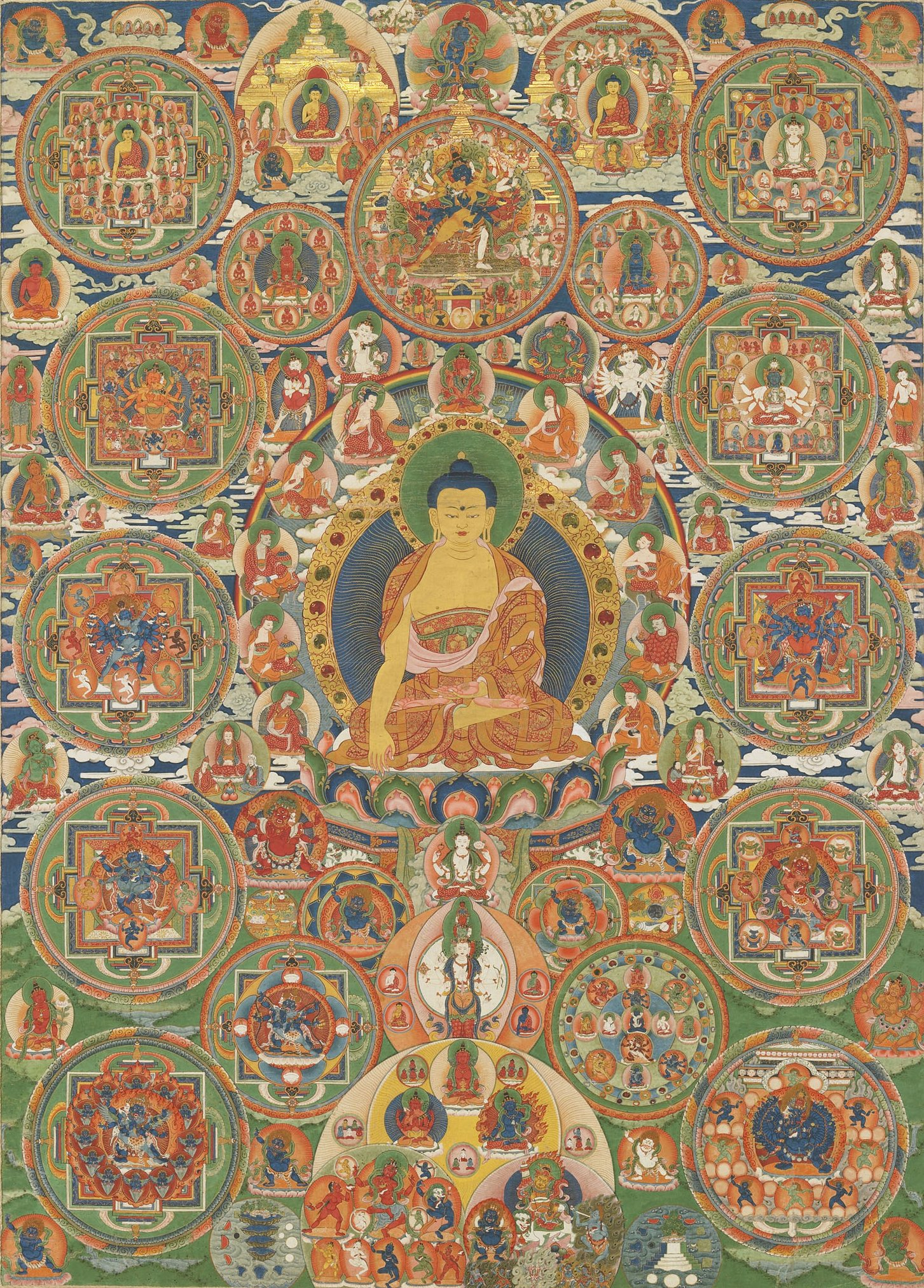
Bhutanese painted complete mandala, 19th century, Seula Gonpa, Punakha, Bhutan
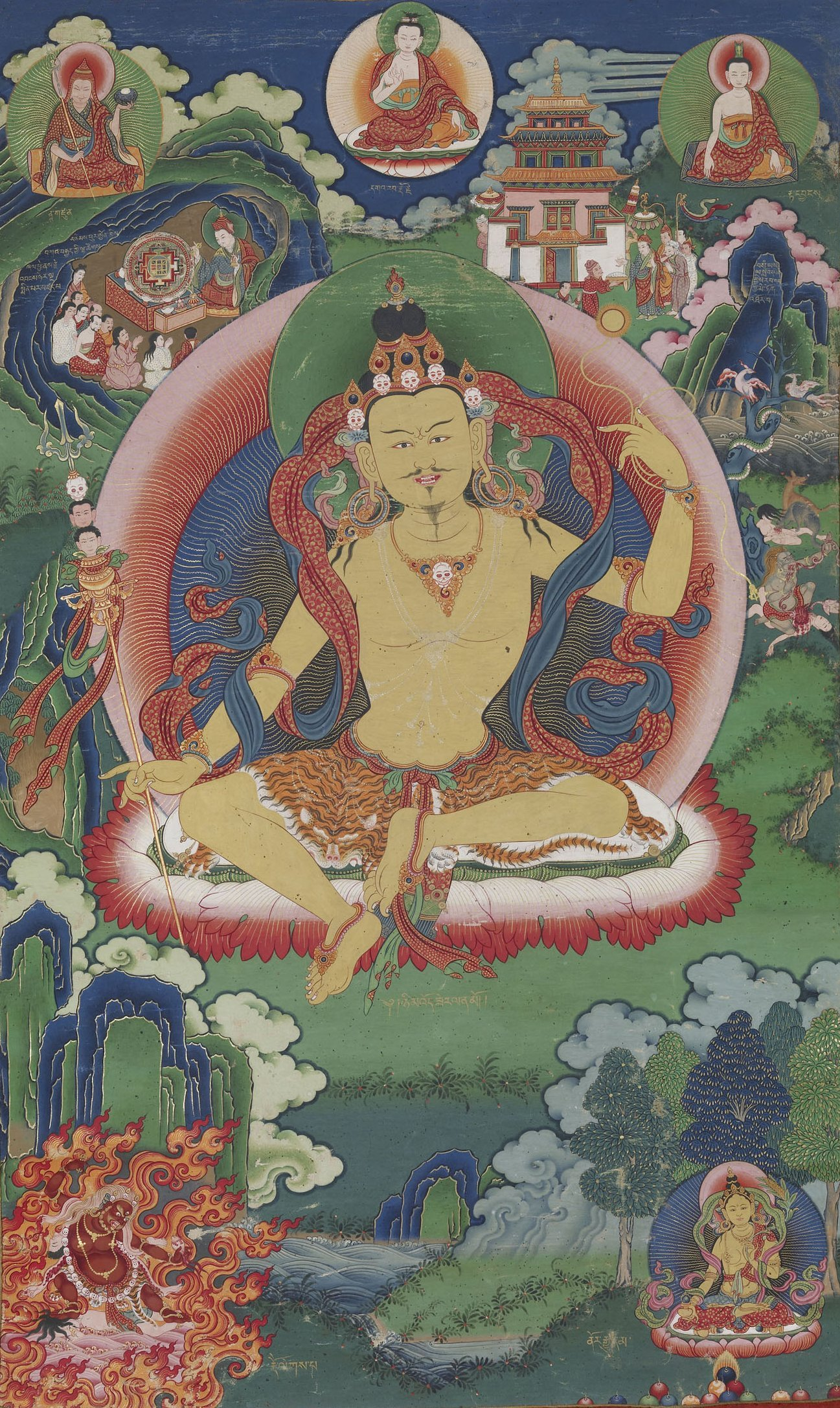
Bhutanese painted thangka of Guru Nyima Ozer, late 19th century, Do Khachu Gonpa, Chukha, Bhutan
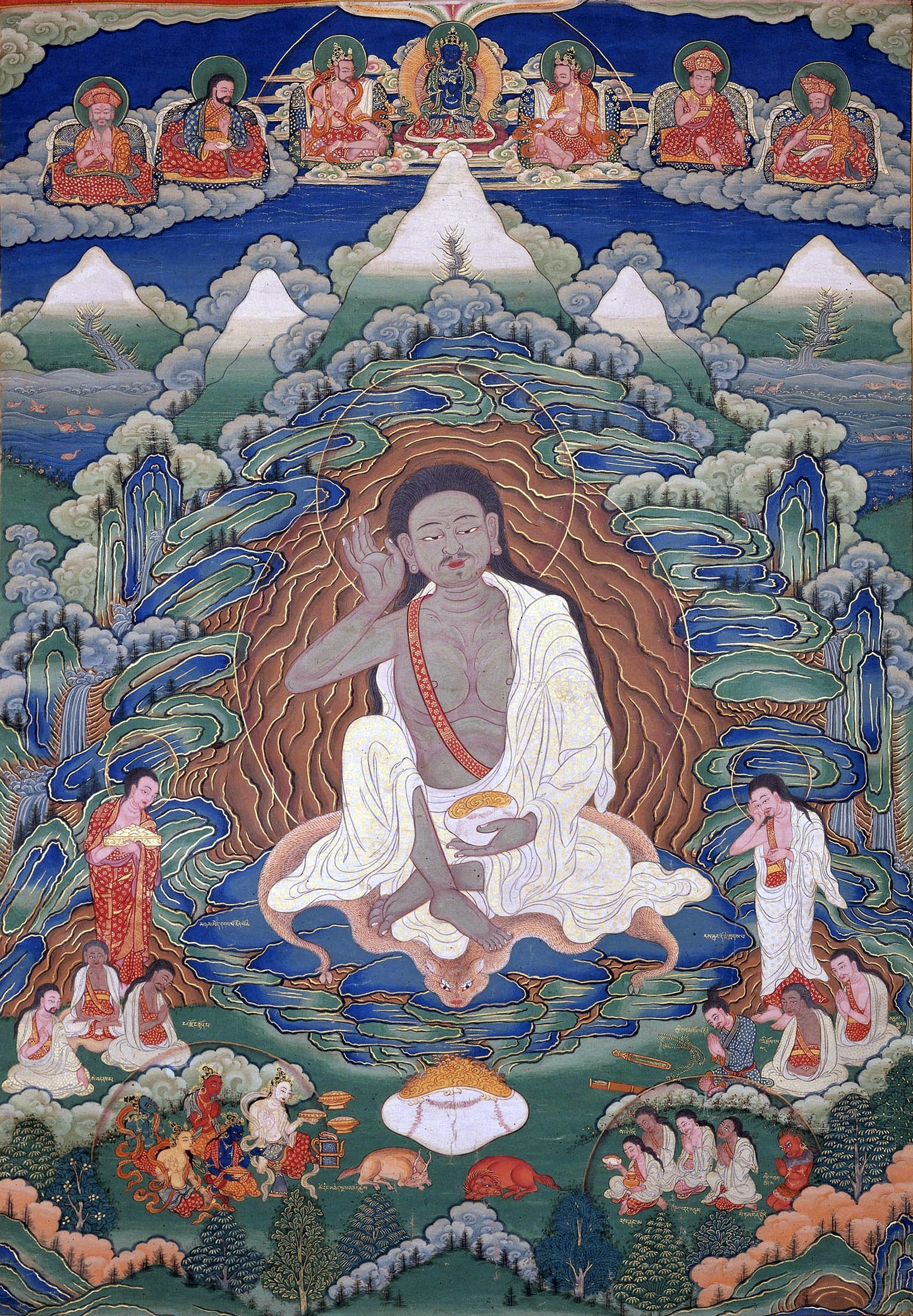
Bhutanese painted thangka of Milarepa (1052–1135), late 19th-early 20th century, Dhodeydrag Gonpa, Thimphu, Bhutan
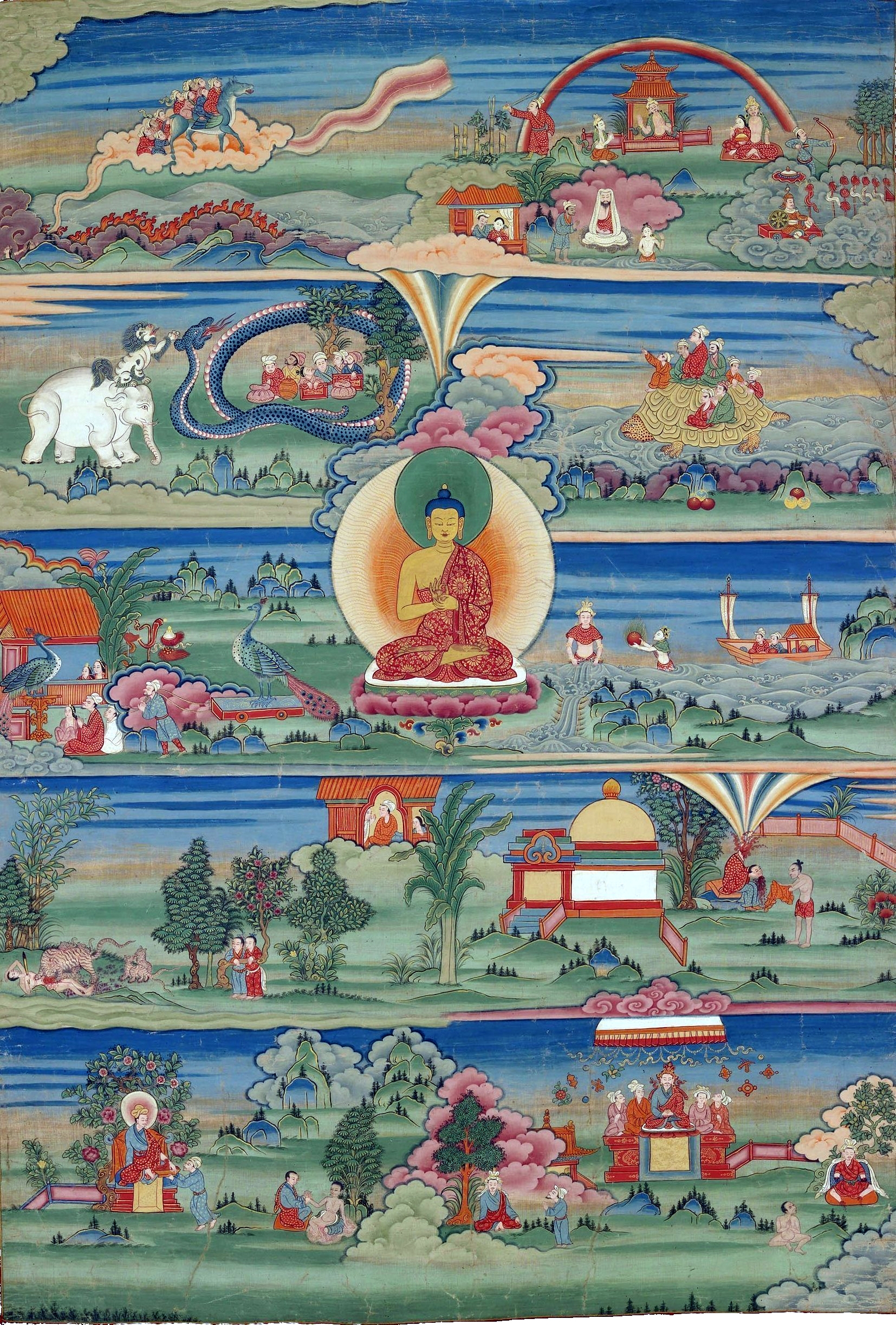
Bhutanese painted thangka of the Jataka Tales, 18th-19th century, Phajoding Gonpa, Thimphu, Bhutan
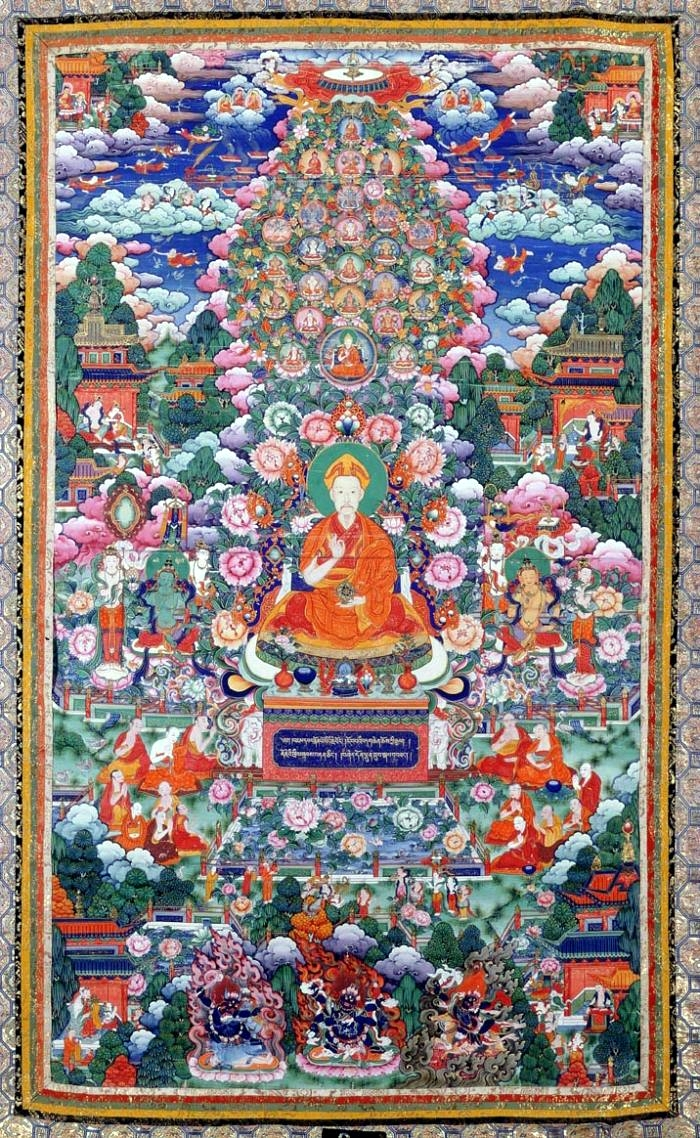
The Qianlong Emperor of China dressed as a monk
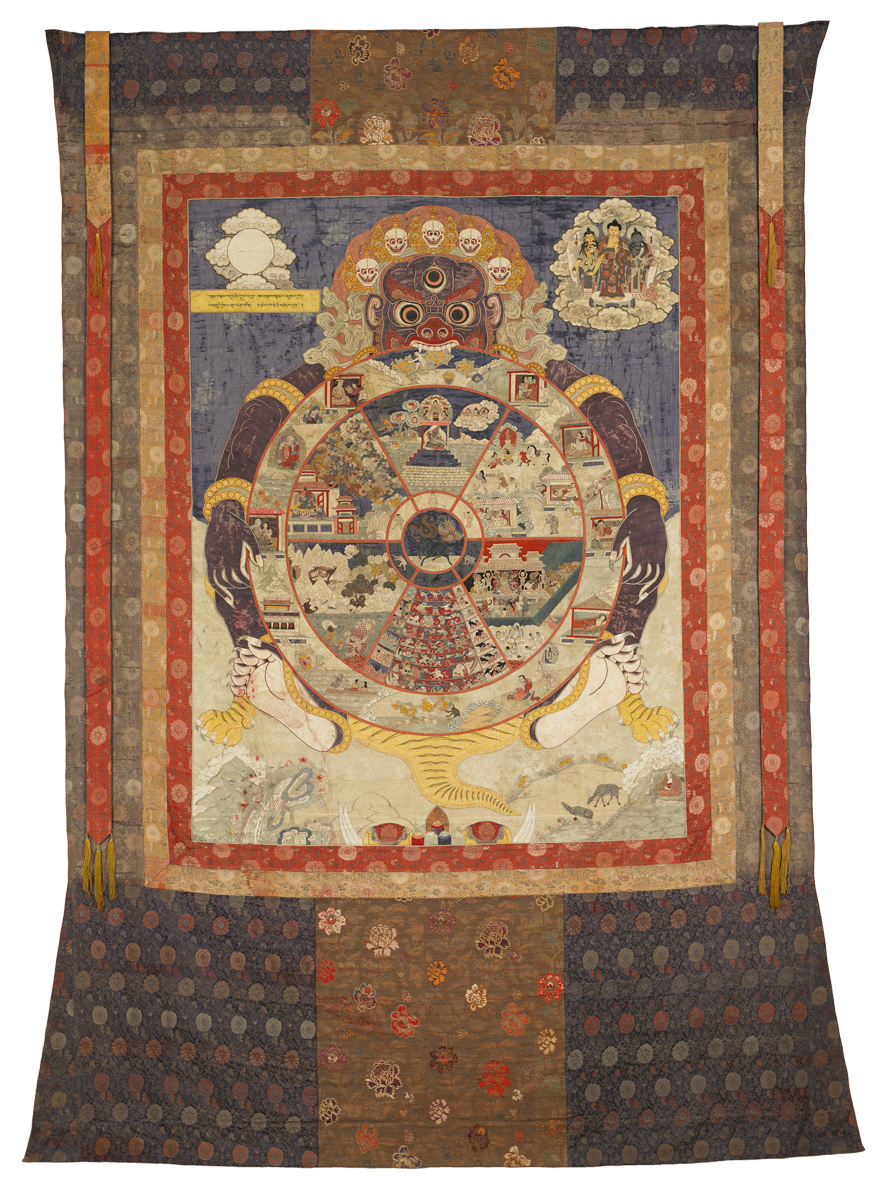
Wheel of Life, from about 1800, Birmingham Museum of Art
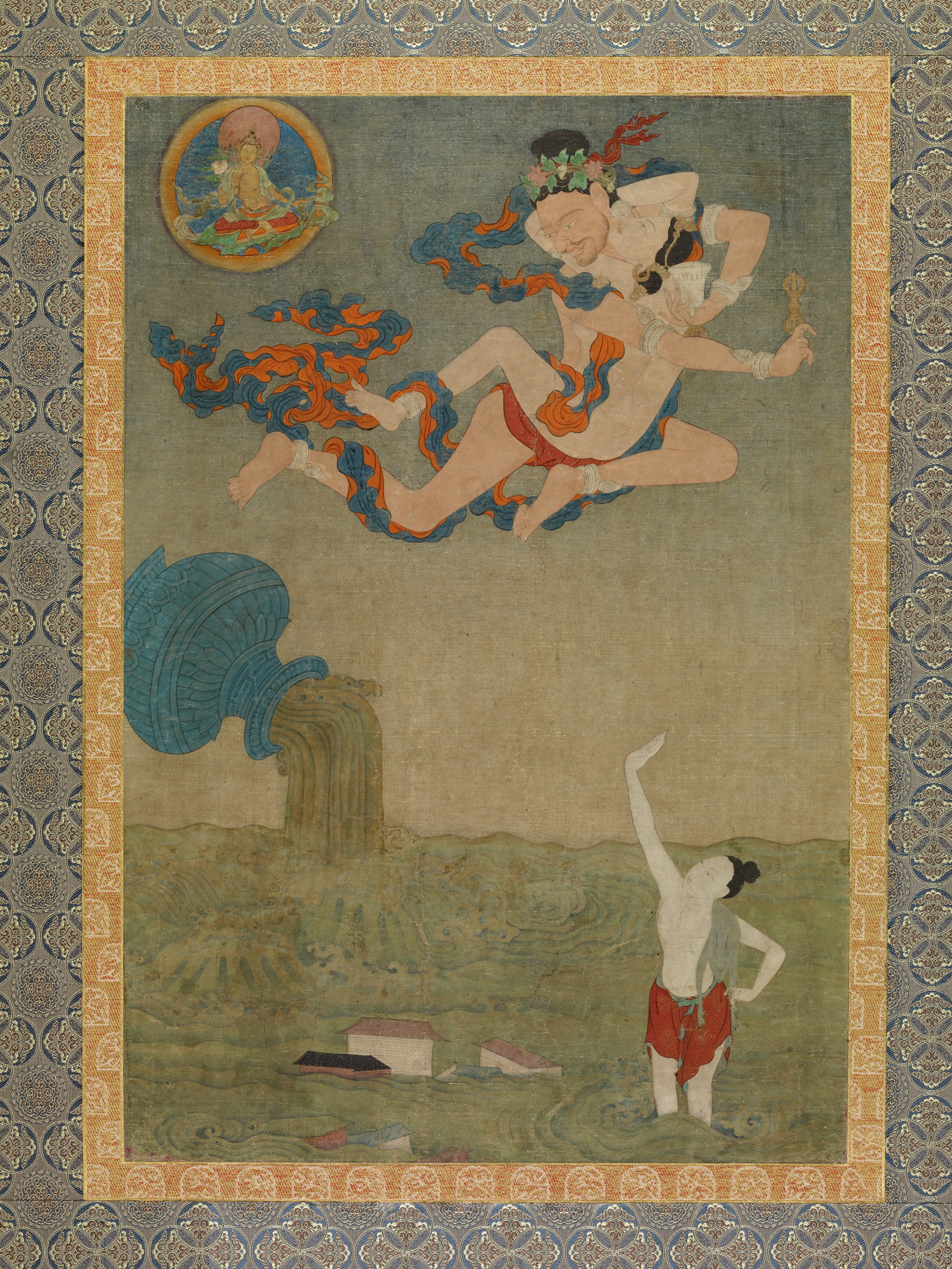
The mahasiddha Ghantapa (below), from Situ Panchen's set of thangka depicting the Eight Great Tantric Adepts. 18th century, with Chinese influence
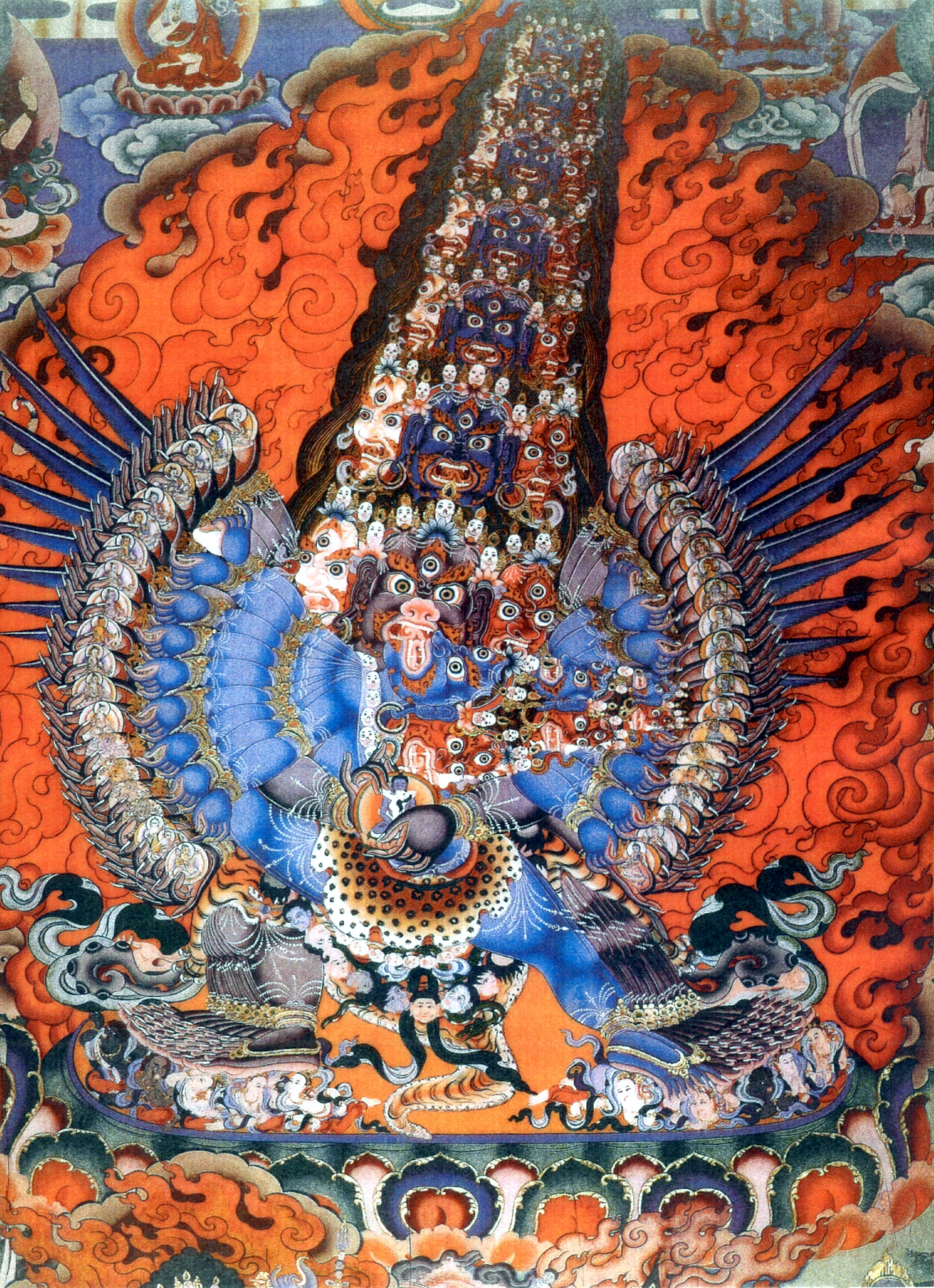
Tibetan thangka of the Chemchok Heruka
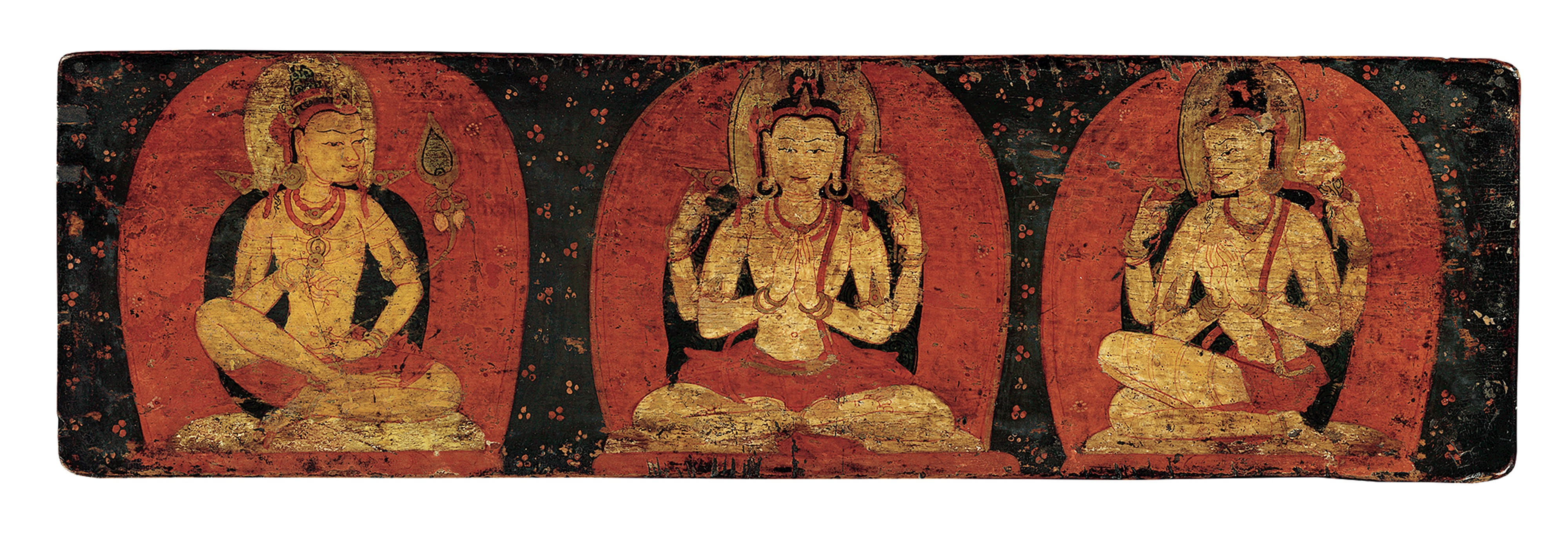
One of a pair of book covers, c. 12th century
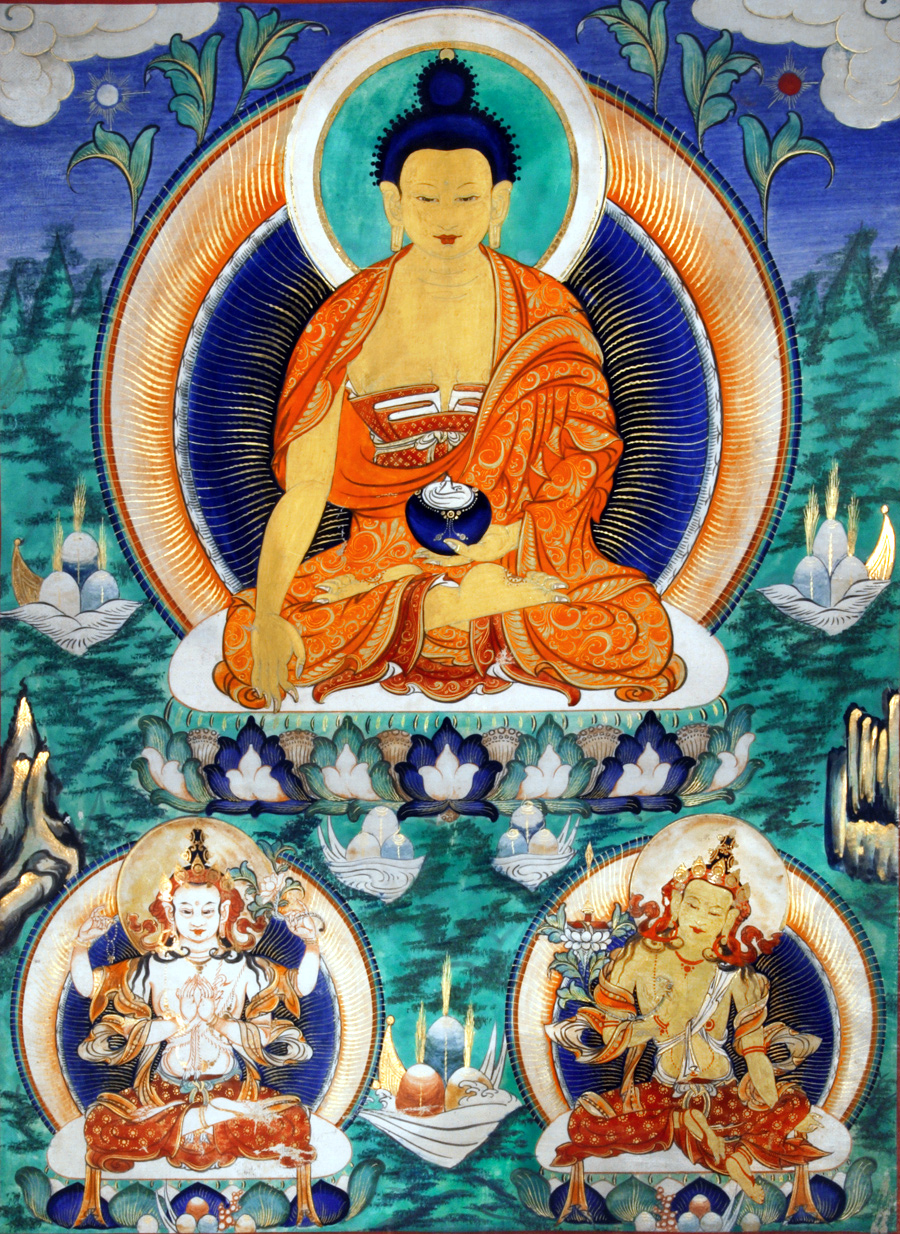
19th-century Mongolian distemper painting with highlights of gold, depicting Shakyamuni flanked by Avalokiteśvara and Manjushri The form of Manjushri depicted here, is not wielding the characteristic flaming sword, but there are many forms of the eight great bodhisattvas, some are based on the Indian tradition, and other from visions of historical masters.